# Чернеево (Нижегородская область)
Чернеево — деревня в Павловском районе Нижегородской области. Входит в состав Калининского сельсовета.

## Население
| 2002 | 2010 |
| ---- | ---- |
| 185  | ↘161 |

## Улицы
- ул. Нагорная,
- ул. Новая,
- ул. Озёрная,
- ул. Школьная.